# Lersjön (Filipstads socken, Värmland)
Lersjön är en sjö i Filipstads kommun i Värmland och ingår i Göta älvs huvudavrinningsområde. Sjön är 18 meter djup, har en yta på 3,57 kvadratkilometer och är belägen 135 meter över havet. Sjön avvattnas av vattendraget Timsälven (Nordmarksälven).

## Delavrinningsområde
Lersjön ingår i det delavrinningsområde (662677-140771) som SMHI kallar för Utloppet av Lersjön. Medelhöjden är 190 meter över havet och ytan är 29,61 kvadratkilometer. Räknas de 46 avrinningsområdena uppströms in blir den ackumulerade arean 401,52 kvadratkilometer. Timsälven (Nordmarksälven) som avvattnar avrinningsområdet har biflödesordning 3, vilket innebär att vattnet flödar genom totalt 3 vattendrag innan det når havet efter 354 kilometer. Avrinningsområdet består mestadels av skog (69 procent). Avrinningsområdet har 5,15 kvadratkilometer vattenytor vilket ger det en sjöprocent på 17,4 procent. Bebyggelsen i området täcker en yta av 0,66 kvadratkilometer eller 2 procent av avrinningsområdet.